# Ken Ilsø
Ken Ilsø Larsen (født 2. december 1986 i København, Danmark) er en tidligere dansk fodboldspiller.
Ilsø spillede i perioden fra 2007 til 2009 for SønderjyskE. Den 31. august 2009 skiftede Ilsø til FC Midtjylland efter lang tids rygter om et skifte til anden klub. I 2011 valgte FC Midtjylland at indgå en lejeaftale med Fortuna Düsseldorf med option på køb. Ilsø har i en periode spillet for den tyske klub VfL Bochum, men fik ophævet sin kontrakt i februar 2014.
Han er storebror til skuespilleren Marco Ilsø, som var med i Mikkel og Guldkortet og fætter til Tim Ilsø og fodboldspilleren Kenneth Emil Petersen.
I sommeren 2021 blev Ken Ilsø vært på fodboldprogrammet Offside. 